# (10146) Mukaitadashi
(10146) Mukaitadashi est un astéroïde de la ceinture principale.

## Description
(10146) Mukaitadashi est un astéroïde de la ceinture principale. Il fut découvert le 8 février 1994 à Kitami par Kin Endate et Kazuro Watanabe. Il présente une orbite caractérisée par un demi-grand axe de 3,08 UA, une excentricité de 0,19 et une inclinaison de 3,9° par rapport à l'écliptique.

## Compléments